# Przez ocean czasu
Przez ocean czasu – powieść dla młodzieży Bohdana Korewickiego wydana po raz pierwszy w 1957 nakładem „Naszej Księgarni” wykorzystująca motyw wehikułu czasu, jedna z nielicznych książek fantastycznonaukowych wydanych w Polsce w latach 50.
Do obszernej, dwutomowej powieści (t. I, 424 s., t. II, 369 s.) autor załączył objaśnienia terminologiczne, tablice i przypisy. Książkę ilustrował M. Gawrysz.

## Fabuła
Maturzysta, Dominik Konarski, w czasie spaceru pod Warszawą spotyka dziwnie ubranych ludzi pytających go o datę. Zapraszają go do obejrzenia niezwykłego pojazdu, a następnie do wyruszenia z nimi ku odległym epokom geologicznym, ich pojazd bowiem porusza się w czasie. Kolejne przystanki pojazdu to glacjał, interglacjał, trzeciorzęd aż wreszcie ekspedycja dociera do dolnej kredy. Po wielu dramatycznych spotkaniach z prehistorycznymi mieszkańcami Ziemi rozpoczynają powrót. Uszkodzenia wehikułu powodują jednak, że poruszają się w czasie na oślep, nie mogąc określić dokładnie przebywanego czasu. W wyniku tego zatrzymują się na nieplanowany postój w Rzymie za czasów Trajana. Po kolejnej serii przygód powracają do współczesności.

## Odbiór
Antoni Smuszkiewicz ocenia, że powieść jest adresowana do młodego czytelnika i „wyraźnie nawiązuje do pozytywistycznych opowieści przyrodniczych w rodzaju Doktora Muchołapskiego i Profesora Przedpotopowicza Erazma Majewskiego”, niemniej przedstawia młodzieży „w dostępnej, atrakcyjnej formie wiele zagadnień czysto przyrodniczych z zakresu antropologii, paleozoologii i paleobotaniki”. Andrzej Niewiadowski z kolei porównuje książkę do utworów Juliusza Vernego (Podróż do wnętrza Ziemi), gdzie autor posługując się „tradycyjnym chwytem konstrukcyjnym – wprowadza postać naiwnego bohatera”.
Bardzo źle ocenia powieść Stanisław Frycie. Pisze o niej jako o „rozwlekłym”, przeciętnym utworze o nieskomplikowanej fabule i ubogim pierwiastku fantastycznym. Ocenia, że autor popełnił błąd, usiłując wtłoczyć zbyt wiele wiadomości w jedną książkę. Krytykuje, że Korewickiemu „nie starczyło inwencji”, a „identyczne wątki powracają co kilka rozdziałów”. Przede wszystkim jednak krytykuje utwór za „bezproblemowość”. Za cenne uważa tylko wartości poznawcze powieści, które autor przekazał „w interesującej, żywej formie”.
W opinii Jadwigi Wernerowej, książka była wtórna, dialogi zbyt sztuczne, a temat nadmiernie wówczas eksploatowany. Samo wykorzystanie postaci niedojrzałego bohatera w celu ułatwienia podawania treści informacyjnej również uznano za zabieg zbyt pospolity. Autorka pisze, że „na drugi tom (...) nie starczyło autorowi rozmachu”, a „końcowa część książki rażąco odbija od głównego wątku, stając się zbędnym balastem”. Mimo tych zastrzeżeń formalnych i warsztatowych odbiorcy, czyli młodzież, przyjęli książkę z dużym zainteresowaniem. Intryga okazała się ciekawa, a mnóstwo informacji paleogeologicznych i paleozoologicznych sprawiło, że wzbudziła duże zainteresowanie.
Książka jednak zapisała się w historii polskiej literatury s-f, będąc ostatnią powieścią typu verne’owskiego, zamykając epokę „dużych powieści fantastycznonaukowych dla młodzieży”. Frycie pisze, że tradycyjna konwencja powieści „okazała się nie po przyjęcia w obliczu nowych prądów”, a utwór już w momencie opublikowania był „zjawiskiem anachronicznym na tle twórczości Lema”. 